# Alfred Dunhill Links Championship 2012
De Alfred Dunhill Links Championship van 2012 werd van 4-7 oktober gespeeld op de banen van  St Andrews Links, Carnoustie en Kingsbarns. Het prijzengeld is $ 5.000.000 (ruim € 3.800.000).
Er wordt gespeeld door teams die bestaan uit een professional en een bekende amateur. Het toernooi bestaat uit vier rondes en er is een cut na drie rondes, de overgebleven teams spelen zondag op St Andrews.

## Verslag
De par op de drie banen is 72.

### Ronde 1
Er waren 57 spelers die onder de 70 scoorden, inclusief Joost Luiten, die met 68 op een gedeeld 30ste plaats kwam. Branden Grace begon met een ronde van 60 op Kingsbarns, Victor Dubuisson met een ronde van 62 op St Andrews, hetgeen het baanrecord van Luke Donald, Simon Dyson en Rory McIlroy verbeterde. Oliver Wilson had met 67 de beste score op Carnoustie. Robert-Jan Derksen moest op Carnoustie beginnen, de baan die als moeilijkste gezien wordt.

### Ronde 2
Branden Grace bleef aan de leiding na een ronde van 65.

Er werd een record genoteerd op hole 6: Michael Phelps, Olympisch zwemmer, maakte een putt van 48,46 meter, de langst gemaakte putt die ooit door televisie was opgenomen.

### Ronde 3
Met een ronde van 71 op Kingsbarns plaatste Luiten zich nog net voor de laatste ronde. Lafeber maakte 65 op Kingsbarns en eindigde op de 18de plaats. Derksen miste de cut, net als de drie vorige jaren (in 2008 eindigde hij T13).

### Ronde 4
Voor de laatste ronde hebben zich 69 spelers gekwalificeerd. Zij spelen de laatste ronde op St Andrews.
| Pro                | R1 | R2 | R3 | Nr  | R4 | Totaal | Resultaat |
| ------------------ | -- | -- | -- | --- | -- | ------ | --------- |
| Branden Grace      | 60 | 65 | 69 | 1   | 70 | 266    | 1         |
| Maarten Lafeber    | 71 | 71 | 65 | T18 | 72 | 279    | 34        |
| Joost Luiten       | 68 | 72 | 71 | T59 | 69 | 280    | T47       |
| Robert-Jan Derksen | 74 | 67 | 72 | MC  |    |        |           |

| Leider |  | Carnoustie |  | Kingsbarns |  | St Andrews |

## Spelers
Onder meer
- Paul Casey & Michael Phelps
- Robert-Jan Derksen & Pieter van Doorne
- Padraig Harrington & zoon
- Thongchai Jaidee & Hugh Connerly Jr
- Maarten Lafeber & Johan Cruijff
- Joost Luiten & Hans Kertess
- Paul McGinley & Oscar Pistorius